# Léopold II của Bỉ
Léopold II của Bỉ (tiếng Pháp: Léopold Louis Philippe Marie Victor, tiếng Hà Lan: Leopold Lodewijk Filips Maria Victor; 9 tháng 4 năm 1835 – 17 tháng 12 năm 1909) là vị vua thứ hai của Vương quốc Bỉ, tại vị từ năm 1865 đến năm 1909, đồng thời là người sáng lập và chủ sở hữu duy nhất của Nhà nước Tự do Congo, tồn tại từ 1885-1908.
Sinh ra ở Brussels với tư cách là con trai thứ hai của Vua Leopold I và Louise Marie của Pháp, nhưng ông lại là người đứng đầu trong danh sách thừa kế ngai vàng ngay sau khi chào đời, vì người anh của ông là Thái tử Louis Philippe đã qua đời khi mới được hơn 9 tháng tuổi. Leopold kế vị ngai vàng Vương quốc Bỉ của cha mình vào năm 1865 và trị vì trong 44 năm cho đến khi ông qua đời, tính cho đến nay, đây là triều đại tồn tại lâu nhất của một vị vua Bỉ. Ông chết mà không có con trai hợp pháp nào sống sót. Vị vua hiện tại của Bỉ là hậu duệ của cháu trai và người kế vị của ông, Albert I. Ông thường được gọi là Vua xây dựng (tiếng Hà Lan: Koning-Bouwheer, tiếng Pháp: Roi-Bâtisseur) ở Bỉ liên quan đến số lượng lớn các tòa nhà, dự án đô thị và các công trình công cộng do ông ủy thác.
Leopold là người sáng lập và chủ sở hữu duy nhất của Nhà nước Tự do Congo, một dự án tư nhân được thực hiện, ông làm chủ sở hữu và cai trị dưới hình thức liên minh cá nhân với Bỉ. Nhà vua đã sử dụng Henry Morton Stanley để giúp mình tuyên bố chủ quyền đối với Congo (Cộng hòa Dân chủ Congo ngày nay). Tại Hội nghị Berlin năm 1884–1885, các quốc gia thuộc địa của Châu Âu đã chấp thuận yêu sách của ông và giao Nhà nước Tự do Congo cho ông. Leopold điều hành Congo bằng cách sử dụng lực lượng lính đánh thuê Force Publique vì lợi ích cá nhân của mình. Ông đã kiếm được một nguồn lợi lớn từ thuộc địa này, ban đầu nhờ thu thập ngà voi và sau khi giá cao su tự nhiên tăng cao vào những năm 1890, do người dân bản địa bị cưỡng bức lao động để thu hoạch và chế biến cao su.
Chính quyền của Leopold đối với Nhà nước Tự do Congo được đặc trưng bởi sự tàn bạo có hệ thống, bao gồm lao động cưỡng bức, tra tấn, giết người, bắt cóc và chặt tay đàn ông, phụ nữ và trẻ em khi không đáp ứng được hạn ngạch trong thu hoạch cao su. Năm 1890, trong một bức thư, George Washington Williams gửi cho ngoại trưởng Mỹ đã mô tả các hoạt động quản lý của Leopold đối với Nhà nước Tự do Congo là "Tội ác chống lại loài người", và đây là lần đầu tiên sử dụng thuật ngữ này theo nghĩa hiện đại của nó trong ngôn ngữ tiếng Anh  Những sự thật bị bóc trần trong thời kỳ Leopold cai trị thông qua lời khai của nhân chứng, bằng cách kiểm tra tại chỗ từ một ủy ban điều tra quốc tế, bằng báo chí điều tra và hoạt động của E. D. Morel, và bằng Báo cáo Casement năm 1904.
Mặc dù rất khó để ước tính chính xác dân số thời tiền thuộc địa và số lượng dân số đã thay đổi dưới thời Nhà nước Tự do Congo, nhưng các ước tính về sự suy giảm dân số Congo trong thời kỳ cai trị của Leopold nằm trong khoảng từ 1 triệu đến 15 triệu. Nguyên nhân của sự suy giảm bao gồm dịch bệnh, tỷ lệ sinh giảm, bạo lực và nạn đói do chính quyền gây ra.:225–233
Năm 1908, các báo cáo về cái chết và lạm dụng, cùng với áp lực từ Hiệp hội Cải cách Congo và các nhóm quốc tế khác, đã khiến Chính phủ Bỉ tiếp quản chính quyền Congo từ tay Leopold trong năm áp chót dưới thời cai trị của ông. Do đó, Nhà nước Tự do Congo được tái lập thành một lãnh thổ mới, Congo thuộc Bỉ.

## Cuộc sống đầu đời
Leopold sinh ra ở Brussels vào ngày 9 tháng 4 năm 1835, là con thứ hai của đương kim quốc vương Bỉ, Leopold I, và người vợ thứ hai của ông, Vương nữ Louise Marie của Pháp, con gái của Vua Louis Philippe I của Vương quốc Pháp. Cách mạng Pháp năm 1848 đã buộc ông ngoại của ông là Louis Philippe, phải trốn sang Vương quốc Anh sống lưu vong. Louis Philippe qua đời hai năm sau đó, vào năm 1850. Người mẹ mỏng manh của Leopold bị ảnh hưởng sâu sắc bởi cái chết của cha bà và sức khỏe của bà ngày càng sa sút. Bà qua đời vì bệnh lao cùng năm đó, khi Leopold mới 15 tuổi.
Em gái của Leopold là Công chúa Charlotte trở thành Hoàng hậu của Đệ Nhị Đế chế México vào những năm 1860, khi chồng bà là Hoàng tử Maximilian của Áo được đưa lên ngai vàng. Quốc vương Anh lúc bấy giờ là Nữ vương Victoria, em họ đời đầu của Leopold II, vì cha của Leopold và mẹ của Victoria là anh chị em.

## Hôn nhân và gia đình

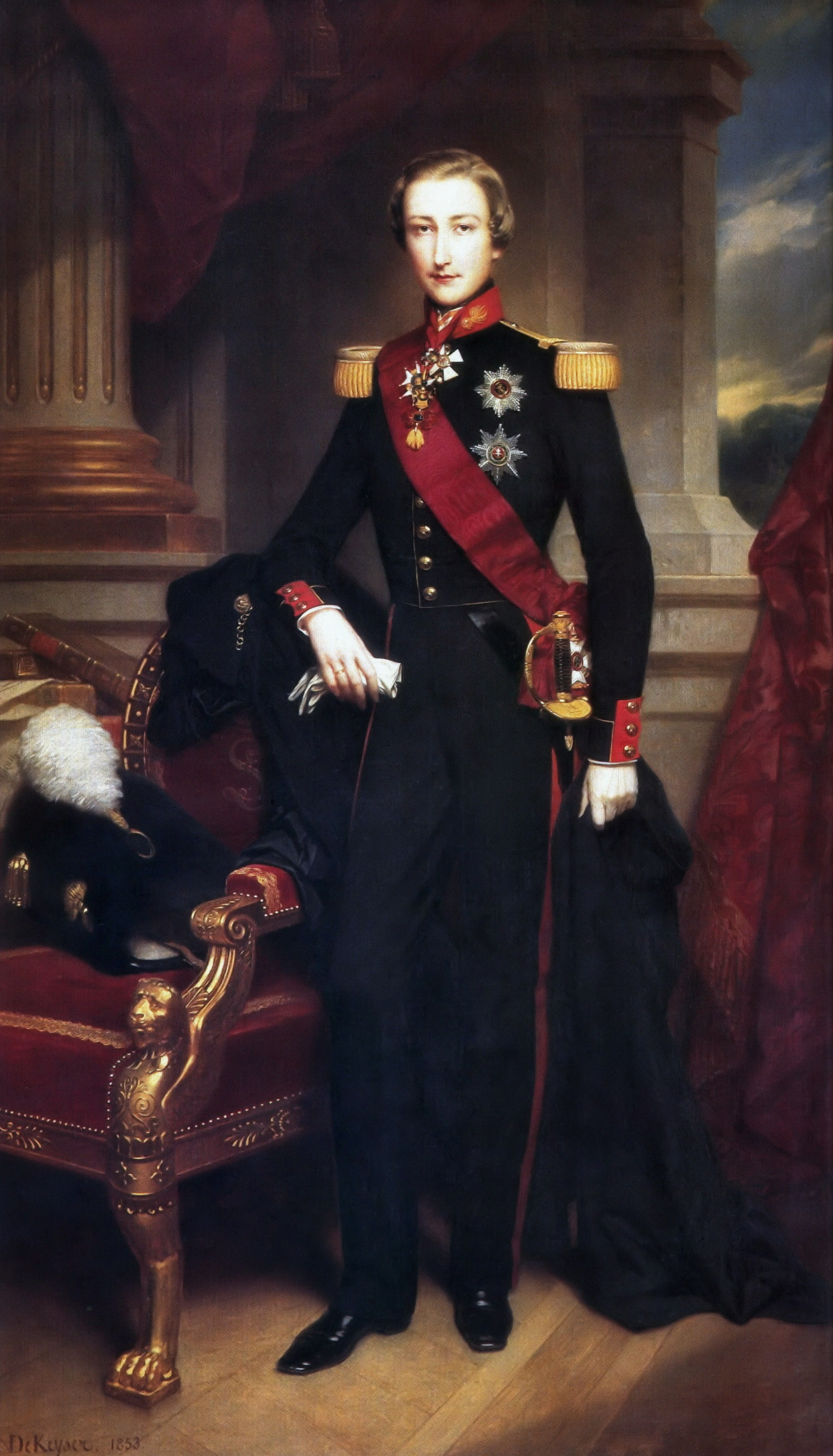
Leopold khi còn trẻ trong quân phục của Grenadier (Chân dung của Nicaise de Keyser)

Năm 18 tuổi, Leopold kết hôn với Marie Henriette của Áo, em họ của Hoàng đế Franz Joseph I của Áo-Hung và là cháu gái của cố Hoàng đế La Mã Thần thánh Leopold II, vào ngày 22 tháng 8 năm 1853 tại Brussels. Hoạt bát và tràn đầy năng lượng, Marie Henriette được mọi người quý mến bởi tính cách và lòng nhân từ của mình. Vẻ đẹp của cô ấy đã khiến cô ấy được mệnh danh là "Bông hồng xứ Brabant". Cô cũng là một nghệ sĩ và nhạc sĩ thành đạt. Cô ấy đam mê cưỡi ngựa, đến mức cô ấy đã đích thân chăm sóc những con ngựa của mình. Một số người nói đùa về "cuộc hôn nhân của một người chăn ngựa và một nữ tu sĩ", người sau ám chỉ Leopold nhút nhát và thu mình.
Cuộc hôn nhân sinh ra bốn người con: ba gái và một trai đó là Hoàng tử Leopold, Công tước xứ Brabant. Người con trai duy nhất của họ qua đời vào năm 1869 khi mới 9 tuổi vì bệnh viêm phổi sau khi ngã xuống ao. Cái chết của cậu con trai duy nhất đã trở thành sự đau buồn lớn cho Vua Leopold. Cuộc hôn nhân trở nên không hạnh phúc, và cặp đôi ly thân sau nỗ lực cuối cùng để có thêm một cậu con trai, nhưng chỉ dẫn đến sự ra đời của cô con gái út, Công chúa Clementine. Marie Henriette lui về Spa năm 1895, và qua đời ở đó năm 1902.

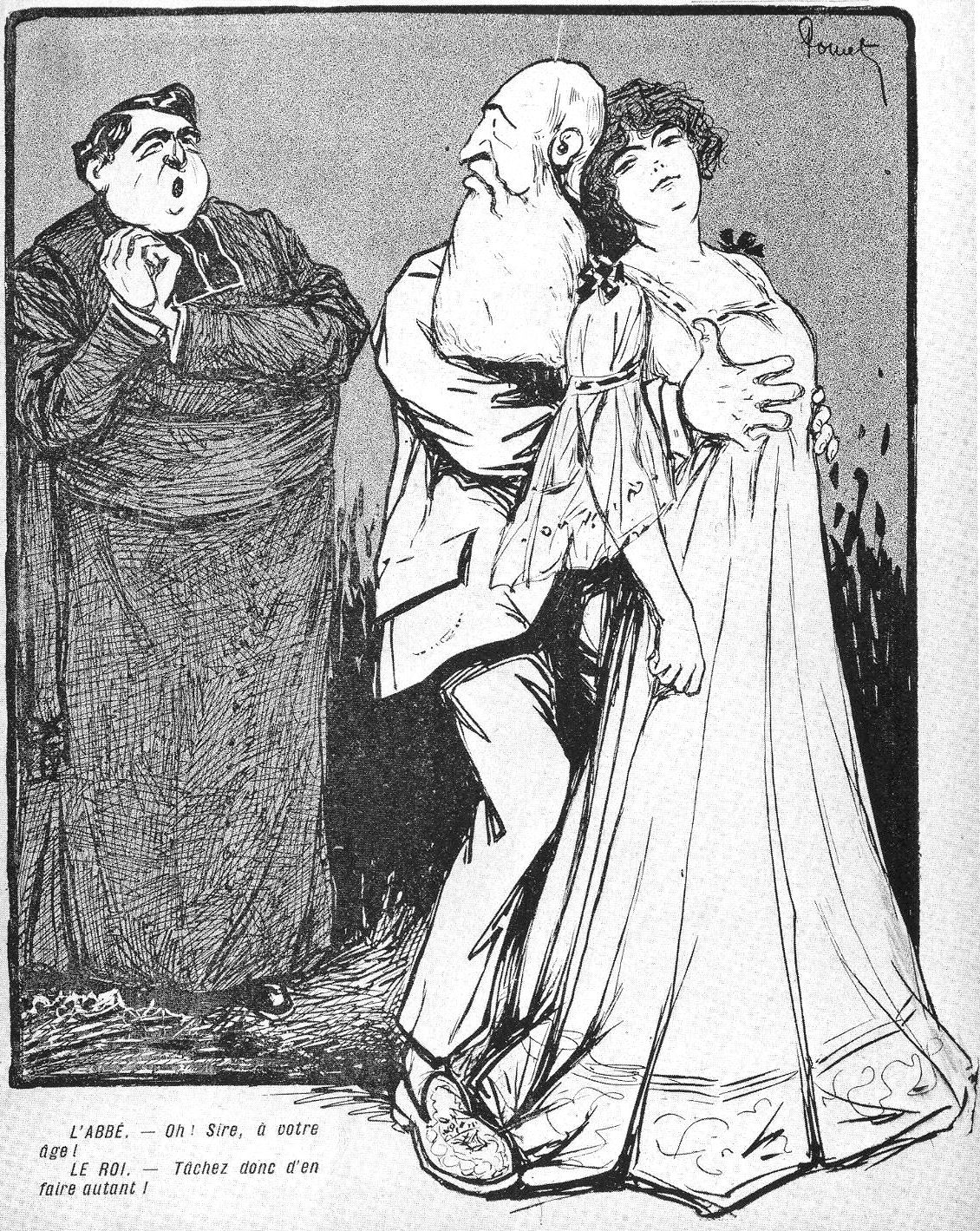
Một Hí họa chính trị bêu riếu mối tình của Leopold với Caroline Lacroix.
The Abbot: Oh! Sire, at your age?
The King: You should try it for yourself!

Vua Leopold có nhiều nhân tình. Năm 1899, ở tuổi 65, Leopold lấy tình nhân Caroline Lacroix, một cô gái điếm 16 tuổi người Pháp, và họ ở bên nhau cho đến khi ông qua đời trong thập kỷ tiếp theo. Leopold tiêu xài hoang phí số tiền lớn, ban tặng nhiều tài sản, quà tặng và ban tước hiệu cao quý, Nữ Nam tước de Vaughan cho cô tình nhân này. Do những món quà này và hôn nhân không chính thức giữa họ, Caroline trở nên không được lòng người dân Bỉ và quốc tế. Cô và Leopold kết hôn bí mật trong một buổi lễ tôn giáo năm ngày trước khi ông qua đời. Việc họ không thực hiện nghi lễ dân sự khiến cuộc hôn nhân trở nên vô hiệu theo luật của Bỉ. Sau hai cuộc hôn nhân, Leopold vẫn tiếp tục tìm kiếm nhiều nhân tình từ nhiều nhà thổ khác nhau do Mary Jeffries điều hành. Một số gái mại dâm được biết đến là Lola Shropshire, Emma Carlson, Leona Noman, Margot Pommers và Agnes Moris. Sau cái chết của nhà vua, người ta nhanh chóng biết rằng ông đã để lại cho Caroline một khối tài sản lớn, mà chính phủ Bỉ và ba cô con gái bị ghẻ lạnh của Leopold đã cố gắng lấy lại như một cách hợp pháp của họ. Caroline sinh hai con trai, có lẽ cha của họ là Vua Leopold.

## Sự nghiệp chính trị ban đầu
Vì anh trai của Leopold, Thái tử Louis Philippe đã qua đời một năm trước khi Leopold chào đời, vì thế mà Leopold trở thành người thừa kế ngai vàng số 1 từ khi sinh ra. Khi lên 9 tuổi, Leopold nhận tước hiệu Công tước xứ Brabant, và được bổ nhiệm làm trung úy trong quân đội. Ông phục vụ trong quân đội cho đến khi lên ngôi vào năm 1865, khi đó ông đã đạt cấp bậc trung tướng.
Sự nghiệp công khai của Leopold bắt đầu khi ông đến tuổi trưởng thành vào năm 1855, khi ông trở thành thành viên của Thượng viện Bỉ. Ông quan tâm tích cực đến Thượng viện, đặc biệt là trong các vấn đề liên quan đến sự phát triển của Vương quốc Bỉ và thương mại của nước này,[10] ông đã bắt đầu thúc giục việc mua lại các thuộc địa của Bỉ. Leopold đã đi du lịch nước ngoài nhiều lần từ năm 1854 đến năm 1865, thăm Ấn Độ, Trung Quốc, Ai Cập và các quốc gia châu Phi nằm ven bờ biển Địa Trung Hải. Cha của ông qua đời vào ngày 10 tháng 12 năm 1865, và Leopold lên kế vị vào ngày 17 tháng 12, ở tuổi 30.

## Trị vì vương quốc Bỉ

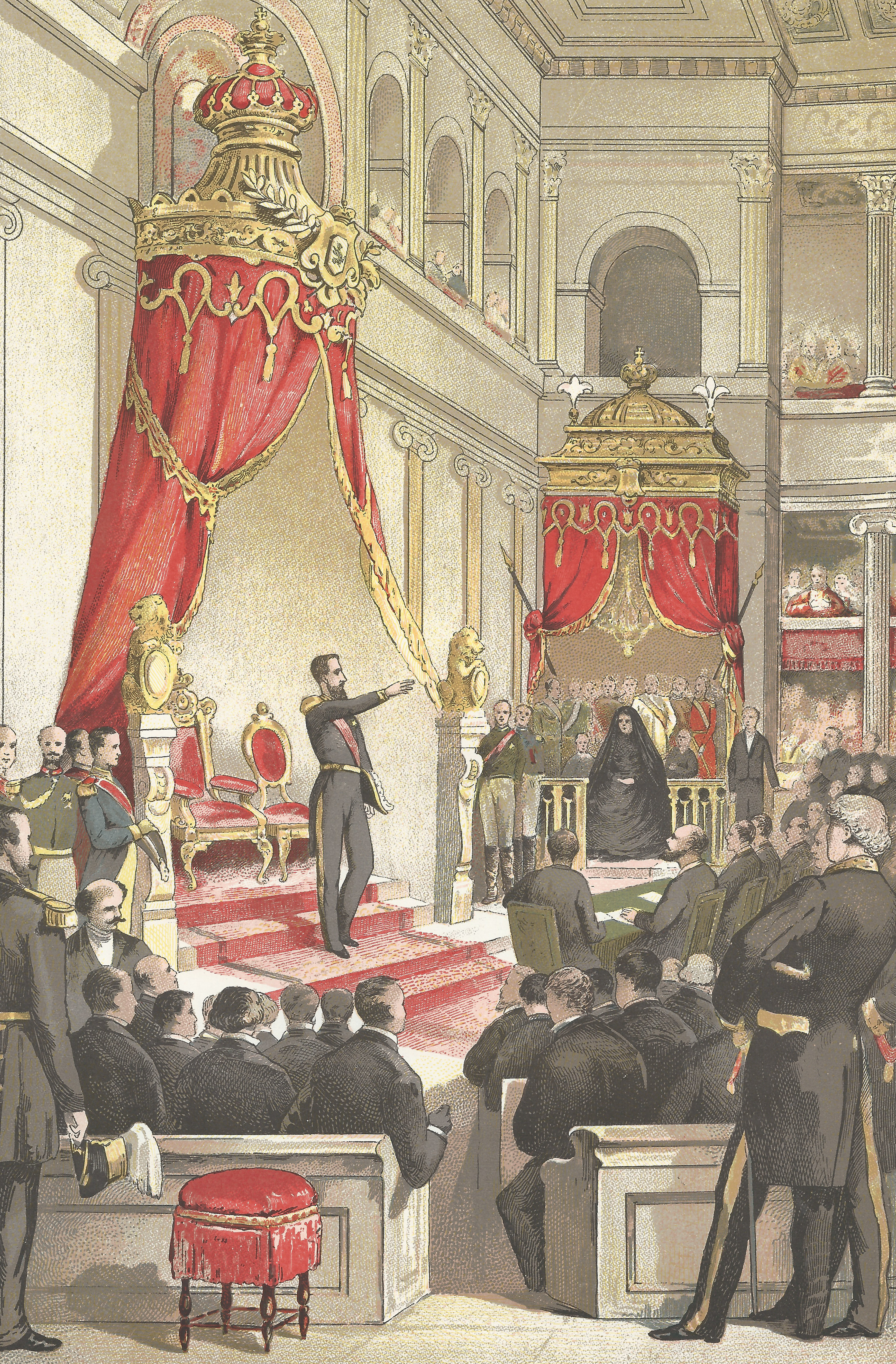
Lễ lên ngôi vua của Leopold II

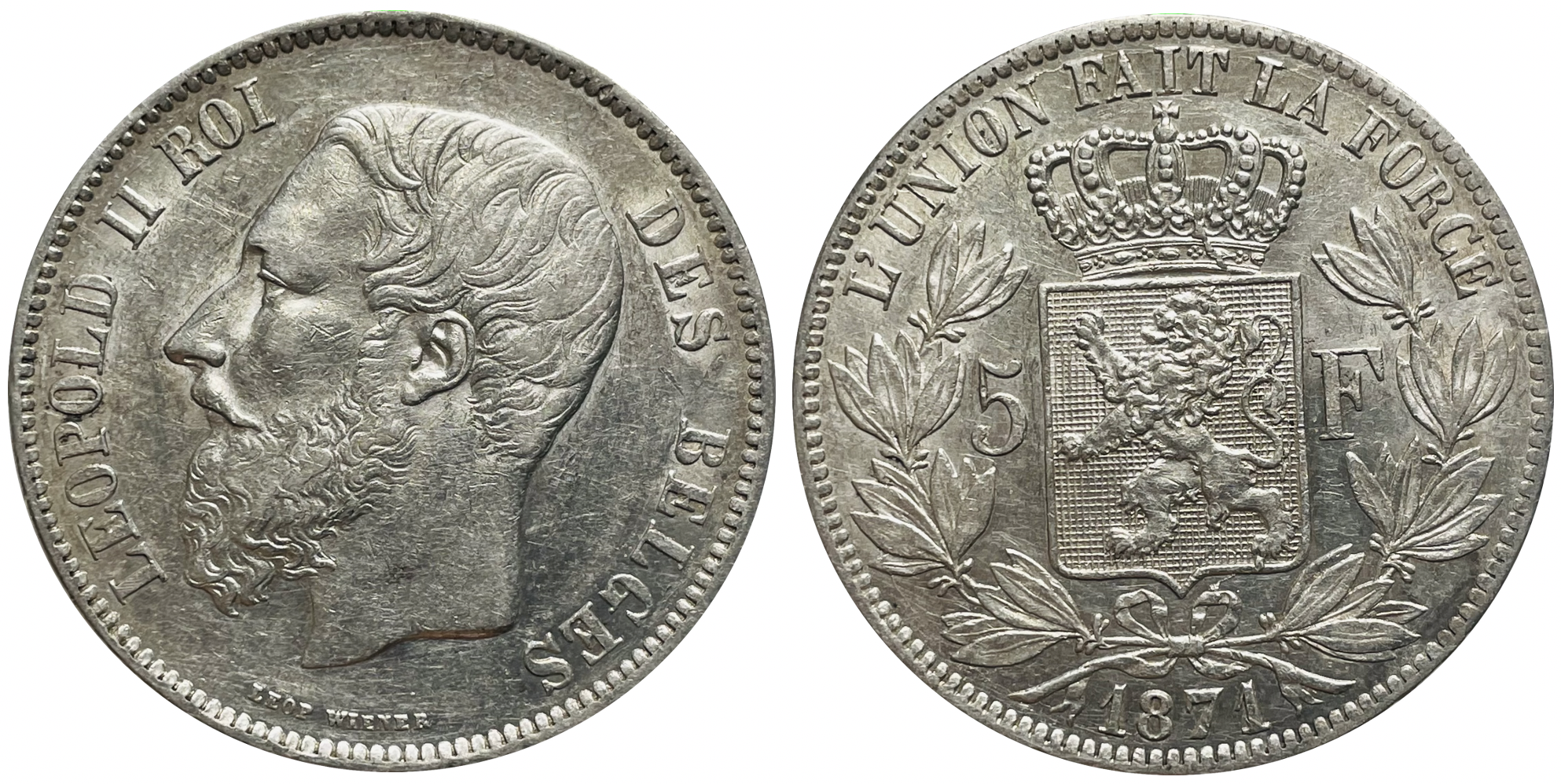
Xu bạc: 5fr của Vương quốc Bỉ, được đúc năm 1871, mặt trước là chân dung của Leopold II

Leopold lên ngôi vua vào năm 1865. Ông giải thích mục tiêu trị vì của mình trong một bức thư năm 1888 gửi cho em trai mình, Hoàng tử Philippe, Bá tước xứ Flandre: "Đất nước phải hùng mạnh, thịnh vượng, do đó phải có các thuộc địa của riêng mình, xinh đẹp và yên bình."
Triều đại của Leopold được đánh dấu bằng một số diễn biến chính trị quan trọng. Đảng Tự do nắm quyền chính phủ Bỉ từ năm 1857 đến năm 1880, và trong năm cầm quyền cuối cùng nước này đã ban hành Luật Frère-Orban năm 1879. Luật này tạo ra các trường tiểu học bắt buộc, thế tục, miễn phí được nhà nước hỗ trợ và rút mọi hỗ trợ của nhà nước đối với các trường tiểu học Công giáo La Mã. Đảng Công giáo chiếm đa số trong nghị viện vào năm 1880, và bốn năm sau, nhà nước khôi phục hỗ trợ cho các trường Công giáo. Năm 1885, nhiều nhóm dân chủ xã hội và xã hội chủ nghĩa khác nhau đã tập hợp lại và thành lập Đảng Lao động Bỉ. Tình trạng bất ổn xã hội ngày càng gia tăng và sự trỗi dậy của Đảng Lao động đã buộc phải áp dụng quyền bầu cử phổ thông cho nam giới vào năm 1893.
Trong triều đại của Leopold, những thay đổi xã hội khác đã được ban hành thành luật. Trong số này có quyền của người lao động thành lập liên đoàn lao động và bãi bỏ livret d'ouvrier, sổ ghi chép việc làm. Luật chống lao động trẻ em đã được thông qua. Trẻ em dưới 12 tuổi không được phép làm việc trong nhà máy, trẻ em dưới 16 tuổi không được phép làm việc vào ban đêm và phụ nữ dưới 21 tuổi không được phép làm việc dưới lòng đất. Người lao động có quyền được bồi thường khi xảy ra tai nạn tại nơi làm việc và được nghỉ Chủ nhật.
Bản sửa đổi đầu tiên của Hiến pháp Bỉ được đưa ra vào năm 1893. Quyền bầu cử phổ thông cho nam giới đã được đưa ra, mặc dù ảnh hưởng của điều này đã bị hạn chế bởi hình thức bỏ phiếu đa số. Các yêu cầu về tính đủ điều kiện đối với Thượng viện đã được giảm bớt và các cuộc bầu cử sẽ dựa trên hệ thống đại diện theo tỷ lệ, hệ thống này vẫn tiếp tục cho đến ngày nay. Leopold đã thúc đẩy mạnh mẽ để kích hoạt một cuộc trưng cầu dân ý hoàng gia, theo đó nhà vua sẽ có quyền tham khảo ý kiến cử tri trực tiếp về một vấn đề và sử dụng quyền phủ quyết của mình tùy theo kết quả của cuộc trưng cầu dân ý. Đề xuất đã bị từ chối, vì nó sẽ trao cho nhà vua quyền lực để vượt qua chính phủ được bầu. Leopold thất vọng đến mức tính đến việc thoái vị.
Leopold nhấn mạnh phòng thủ quân sự là nền tảng của tính trung lập và cố gắng làm cho Vương quốc Bỉ ít bị tổn thương hơn về mặt quân sự. Ông đã hoàn thành việc xây dựng các pháo đài phòng thủ ở Liège, ở Namur và ở Antwerp. Trong Chiến tranh Pháp-Phổ, ông đã cố gắng duy trì tính trung lập của Bỉ trong giai đoạn khó khăn và nguy hiểm bất thường. Leopold đã thúc đẩy một cuộc cải cách trong nghĩa vụ quân sự, nhưng ông không thể đạt được điều đó cho đến khi ông nằm trên giường bệnh. Quân đội Bỉ là sự kết hợp giữa các tình nguyện viên và những người được chọn ngẫu nhiên, và nam giới có thể trả tiền cho những người thay thế họ để đi nghĩa vụ quân sự. Điều này đã được thay thế bằng một hệ thống trong đó một người con trai trong mỗi gia đình sẽ phải phục vụ trong quân đội.

### Vua xây dựng

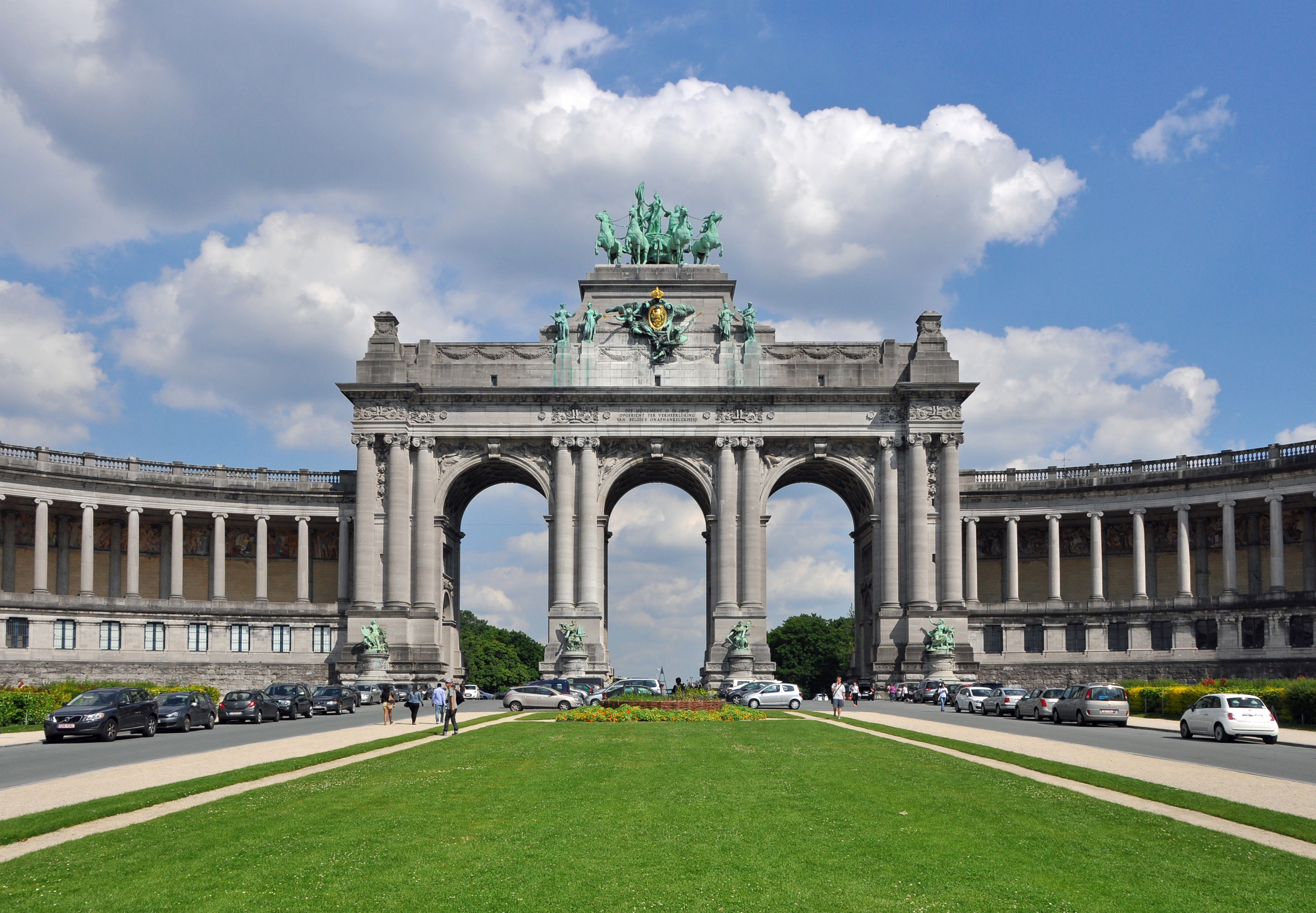
Cinquantenaire/Jubelpark khu tưởng niệm và các bảo tàng ở Brussels, do Leopold II ủy quyền

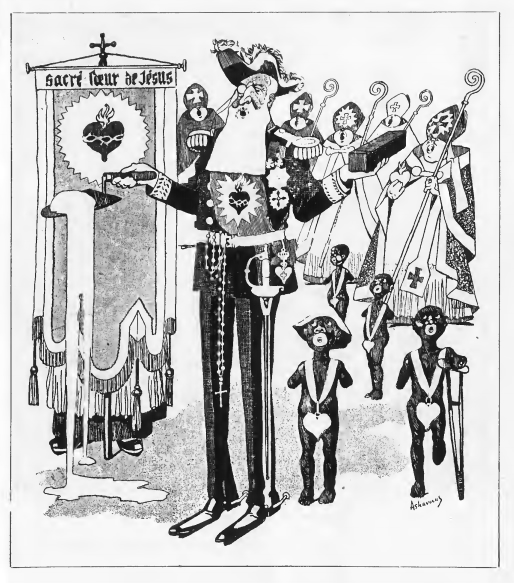
Hí họa mô tả Leopold II đặt viên đá đầu tiên của Vương cung thánh đường Thánh Tâm ở Brussels

Leopold đã tiến hành xây dựng một số lượng lớn các tòa nhà, dự án đô thị và công trình công cộng, phần lớn bằng lợi nhuận thu được từ việc khai thác Nhà nước Tự do Congo. Những dự án này đã mang lại cho ông danh hiệu "Vua xây dựng" (tiếng Hà Lan: Koning-Bouwheer, tiếng Pháp: Roi-Bâtisseur). Các tòa nhà công cộng chủ yếu ở Brussels, Ostend, Tervuren và Antwerp, và bao gồm Parc du Cinquantenaire/Jubelpark, Khu phức hợp và mái vòm tưởng niệm, Vương cung thánh đường Thánh Tâm và Công viên Duden ở Brussels; đường đua Hippodrome Wellington, Phòng trưng bày Hoàng gia và công viên Maria Hendrikapark ở Ostend; Bảo tàng Hoàng gia Trung Phi và công viên xung quanh ở Tervuren; và ga đường sắt Antwerpen-Centraal ở Antwerp.
Ngoài các công trình công cộng, Leopold còn mua và xây dựng nhiều tài sản riêng cho mình ở trong và ngoài nước Bỉ. Ông đã mở rộng khuôn viên của Lâu đài Hoàng gia Laeken, và xây dựng Nhà kính Hoàng gia, cũng như Tháp Nhật Bản và Gian hàng Trung Quốc gần cung điện (nay là Bảo tàng Viễn Đông). Ở Ardennes, lãnh thổ của ông bao gồm 6.700 ha (17.000 mẫu Anh) rừng, đất nông nghiệp và lâu đài của Ardenne, Ciergnon, Fenffe, Villers-sur-Lesse và Ferage. Ông cũng xây dựng các điền trang quan trọng của đất nước trên French Riviera, bao gồm Villa des Cèdres và vườn bách thảo của nó, và Villa Leopolda.
Nghĩ về tương lai sau khi qua đời, Leopold không muốn bộ sưu tập điền trang, đất đai và các tòa nhà di sản mà ông đã tích lũy được một cách riêng tư bị phân tán cho các con gái của mình, mỗi người đều đã kết hôn với một Thân vương nước ngoài. Năm 1900, ông thành lập Royal Trust, theo đó ông đã tặng vĩnh viễn hầu hết tài sản của mình cho Nhà nước Bỉ và sắp xếp để gia đình hoàng gia tiếp tục sử dụng chúng sau khi ông qua đời.

### Âm mưu ám sát

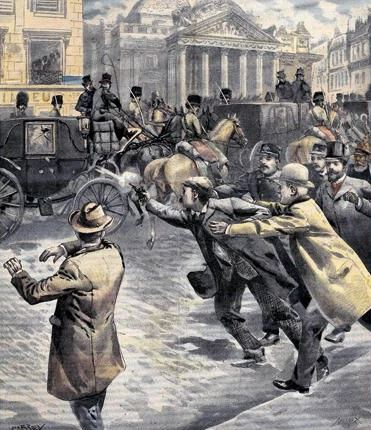
Rubino định ám sát Leopold II (bìa tranh minh họa Petit Parisien ngày 16 tháng 11 năm 1902).

Vào ngày 15 tháng 11 năm 1902, một người Ý theo chủ nghĩa vô chính phủ Gennaro Rubino đã cố gắng ám sát Leopold, khi ông đang ngồi trên một chiếc xe ngựa của hoàng gia từ một buổi lễ tại Nhà thờ Thánh Michael và Thánh Gudula để tưởng nhớ người vợ vừa qua đời của ông, Marie Henriette. Sau khi cỗ xe của Leopold đi qua, Rubino đã bắn ba phát vào đoàn rước. Các phát súng bắn trượt nhưng suýt chút nữa đã giết chết đại nguyên soái của nhà vua, Bá tước Charles John d'Oultremont. Rubino ngay lập tức bị bắt và sau đó bị kết án tù chung thân. Ông chết trong tù năm 1918.
Sau cuộc tấn công, nhà vua trả lời một thượng nghị sĩ: "Ngài thượng nghị sĩ thân mến, nếu số phận muốn tôi bị bắn, thì thật tệ!" ("Mon cher Sénateur, si la fatalité veut que je sois atteint, tant pis"!)  Sau cuộc ám sát bất thành, an ninh của nhà vua bị đặt dấu hỏi vì kính của chiếc xe ngựa Landaus dày 2 cm. Ở những nơi khác ở châu Âu, tin tức về vụ ám sát này đã được báo động. Các nguyên thủ quốc gia và Giáo hoàng đã gửi điện tín tới nhà vua để chúc mừng ông đã sống sót sau vụ ám sát.
Người Bỉ vui mừng vì nhà vua vẫn an toàn. Cuối ngày, tại Nhà hát Hoàng gia La Monnaie trước khi trình diễn Tristan und Isolde, dàn nhạc đã hoà âm bài hát The Brabançonne, bản nhạc này được hát lớn và kết thúc bằng những tràng pháo tay cổ vũ nồng nhiệt.

## Nhà nước Tự do Congo

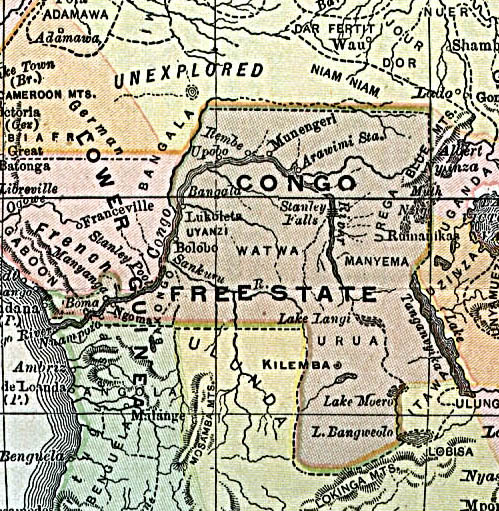
Bản đồ Nhà nước Tự do Congo năm 1890

Leopold là người sáng lập và chủ sở hữu duy nhất của Nhà nước Tự do Congo, một nhà nước tư nhân đúng nghĩa.:136  Ông đã sử dụng nhà thám hiểm Henry Morton Stanley để giúp ông đưa ra yêu sách đối với Congo, khu vực hiện nay là Cộng hòa Dân chủ Congo. Tại Hội nghị Berlin năm 1884–1885, các quốc gia thuộc địa của Châu Âu đã xác nhận yêu sách của ông bằng cách cam kết Nhà nước Tự do Congo sẽ cải thiện cuộc sống của người dân.:122–124
Ngay từ đầu, Leopold đã bỏ qua những điều kiện này. Ông điều hành Congo bằng cách sử dụng lực lượng lính đánh thuê Force Publique để làm giàu cho cá nhân mình. Những người bản xứ không đáp ứng hạn ngạch thu gom cao su sẽ bị trừng phạt bằng cái chết. Trong khi đó, Force Publique được yêu cầu cung cấp bàn tay của nạn nhân để làm bằng chứng khi họ bắn chết ai đó, vì người ta tin rằng nếu không họ sẽ sử dụng đạn dược (nhập khẩu từ châu Âu với chi phí đáng kể) để săn bắn. Leopold đã kiếm được một gia tài từ Congo, ban đầu nhờ thu thập ngà voi, và sau khi giá cao su tăng vào những năm 1890, do người dân bị cưỡng bức lao động để thu hoạch và chế biến cao su.
Dưới chế độ của ông, hàng triệu người Congo, bao gồm cả trẻ em, đã bị chặt tay chân, bị giết hoặc chết vì bệnh tật và nạn đói.:115,118,127  Ngoài ra, tỷ lệ sinh giảm nhanh chóng trong giai đoạn này. Các ước tính về tổng dân số giảm dao động từ 1 triệu đến 15 triệu người, với sự đồng thuận tăng lên khoảng 10 triệu.:25  Một số nhà sử học phản đối con số này do không có các cuộc điều tra dân số đáng tin cậy, tỷ lệ tử vong rất lớn của các bệnh như đậu mùa hay bệnh ngủ và thực tế là chỉ có 175 nhân viên hành chính phụ trách khai thác cao su.
Các báo cáo về cái chết và lạm dụng đã dẫn đến một vụ bê bối quốc tế lớn vào đầu thế kỷ XX, và Leopold bị chính phủ Bỉ buộc phải từ bỏ quyền kiểm soát thuộc địa và giao nó cho chính quyền dân sự quản lý vào năm 1908.

### Giành được Nhà nước Tự do Congo

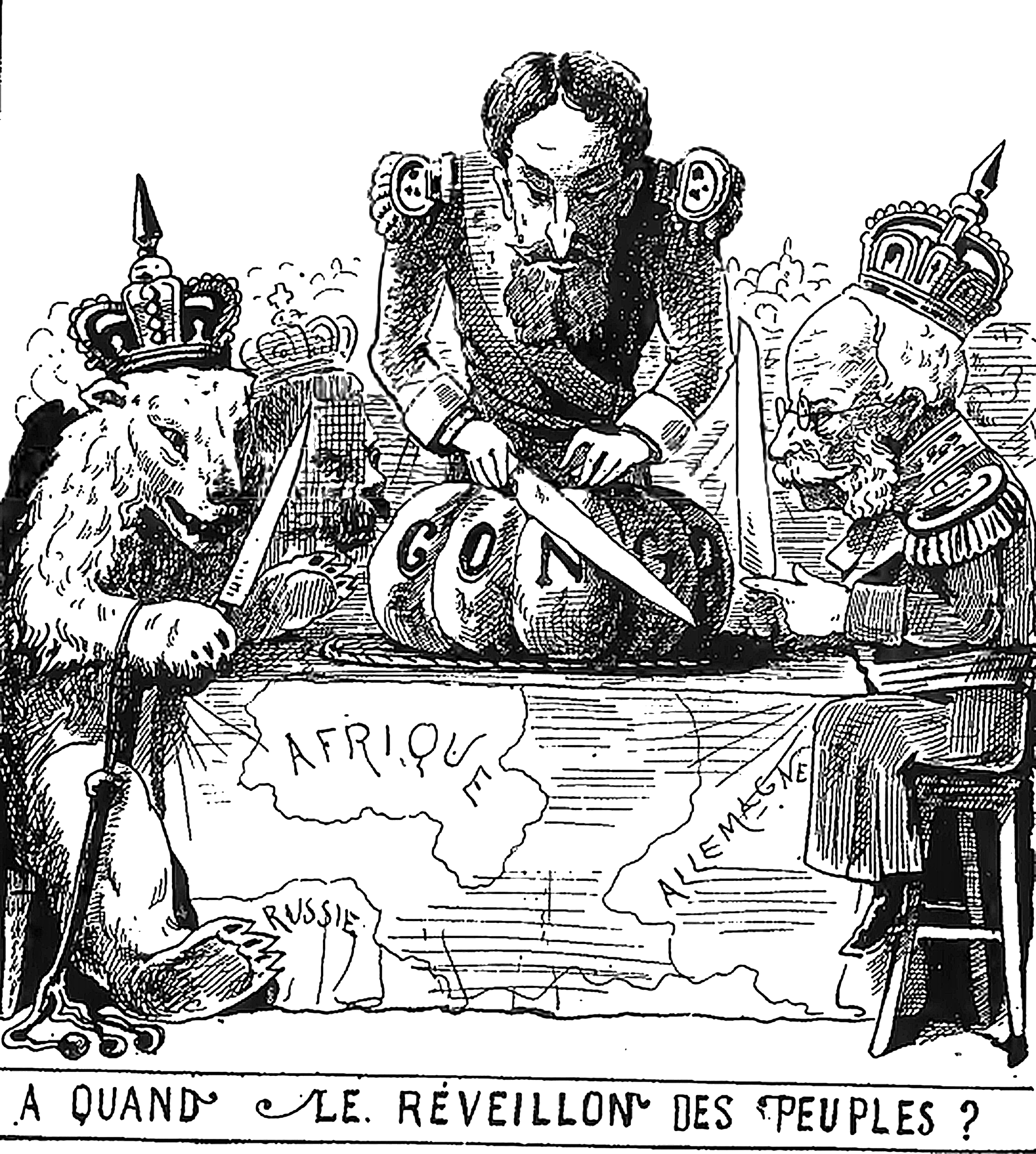
Hí họa mô tả Leopold II và các cường quốc đế quốc khác tại Hội nghị Berlin năm 1884

Leopold tin tưởng mãnh liệt rằng các thuộc địa ở nước ngoài là chìa khóa dẫn đến sự vĩ đại của một quốc gia, và ông đã làm việc không mệt mỏi để giành được lãnh thổ thuộc địa cho Vương quốc Bỉ. Ông hình dung "nước Bỉ nhỏ bé của chúng ta" là thủ đô của một đế quốc rộng lớn ở nước ngoài. Leopold cuối cùng bắt đầu có được một thuộc địa với tư cách là một "private citizen". Chính phủ Bỉ đã nhà vua ta vay tiền để thực hiện dự án này.
Trong thời gian trị vì của mình, Leopold nhận thấy các đế chế Hà Lan, Bồ Đào Nha và Tây Ban Nha đang ở trong tình trạng suy tàn và bày tỏ mong muốn mua lãnh thổ của họ. Năm 1866, Leopold chỉ thị cho đại sứ Bỉ tại Madrid nói chuyện với Nữ hoàng Isabel II của Tây Ban Nha về việc nhượng Philippines cho Bỉ. Biết đầy đủ tình hình, đại sứ không làm gì cả. Leopold nhanh chóng thay thế đại sứ bằng một cá nhân có thiện cảm hơn để thực hiện kế hoạch của mình. Năm 1868, khi Isabel II bị phế truất, Leopold đã cố gắng thúc đẩy kế hoạch ban đầu của mình để chiếm Philippines. Nhưng không có tiền, nên nhà vua đã không thành công. Leopold sau đó nghĩ ra một kế hoạch không thành công khác để thành lập Philippines như một quốc gia độc lập, sau đó có thể được cai trị bởi một người Bỉ. Khi cả hai kế hoạch này đều thất bại, Leopold chuyển nguyện vọng thuộc địa của mình sang châu Phi.
Sau nhiều kế hoạch giành thuộc địa ở châu Phi và châu Á không thành công, vào năm 1876, Leopold đã tổ chức một công ty holding tư nhân được ngụy trang thành một hiệp hội khoa học và từ thiện quốc tế, mà ông gọi là Hiệp hội châu Phi quốc tế, hay Hiệp hội quốc tế về khám phá và văn minh của Congo. Năm 1878, dưới sự bảo trợ của công ty cổ phần, ông đã thuê nhà thám hiểm Henry Stanley để khám phá và thành lập một thuộc địa ở vùng Congo.:62  Nhiều hoạt động ngoại giao giữa các quốc gia châu Âu đã dẫn đến Hội nghị Berlin năm 1884–1885 về các vấn đề châu Phi, tại đó đại diện của 14 quốc gia châu Âu và Hoa Kỳ đã công nhận Leopold có chủ quyền đối với hầu hết khu vực mà ông và Stanley đã tuyên bố chủ quyền.:84–87  Vào ngày 5 tháng 2 năm 1885, Nhà nước Tự do Congo, khu vực 76 lớn gấp nhiều lần nước Bỉ, được thành lập dưới sự cai trị cá nhân của Leopold II và quân đội riêng, Force Publique.:123–124

#### Vùng đất Lado
Năm 1894, Vua Leopold đã ký một hiệp ước với Vương quốc Anh nhượng bộ một dải đất ở biên giới phía Đông của Nhà nước Tự do Congo để đổi lấy Vùng đất Lado, cho phép tiếp cận sông Nile có thể đi lại được và mở rộng phạm vi ảnh hưởng của Nhà nước Tự do về phía Bắc tới Sudan. Sau khi lợi nhuận cao su tăng vọt vào năm 1895, Leopold ra lệnh tổ chức một cuộc thám hiểm vào Lado, nơi đã bị phiến quân Mahdist tàn phá kể từ khi Chiến tranh Mahdist bùng nổ vào năm 1881. Cuộc thám hiểm bao gồm hai nhóm: nhóm đầu tiên, dưới quyền của Nam tước Bỉ Dhanis, bao gồm một lực lượng khá lớn, quân số khoảng 3.000 người, và sẽ tấn công về phía Bắc xuyên qua rừng rậm và tấn công quân nổi dậy tại căn cứ của họ ở Rejaf. Lực lượng thứ hai, nhỏ hơn nhiều gồm 800 người, do Louis-Napoléon Chaltin chỉ huy và đi theo con đường chính hướng tới Rejaf. Cả hai cuộc thám hiểm bắt đầu vào tháng 12 năm 1896.
Mặc dù Leopold ban đầu đã lên kế hoạch cho cuộc thám hiểm tiến xa hơn nhiều so với Vùng đất Lado, với hy vọng thực sự chiếm được Fashoda và sau đó là Khartoum, quân của Dhanis đã nổi loạn vào tháng 2 năm 1897, dẫn đến cái chết của một số sĩ quan Bỉ và mất toàn bộ lực lượng của mình. Tuy nhiên, Chaltin vẫn tiếp tục cuộc tiến quân của mình, và vào ngày 17 tháng 2 năm 1897, lực lượng áp đảo của ông đã đánh bại quân nổi dậy trong Trận Rejaf, bảo vệ Vùng đất Lado như một lãnh thổ của Bỉ cho đến khi Leopold qua đời vào năm 1909.

### Bóc lột, tàn bạo và số người chết

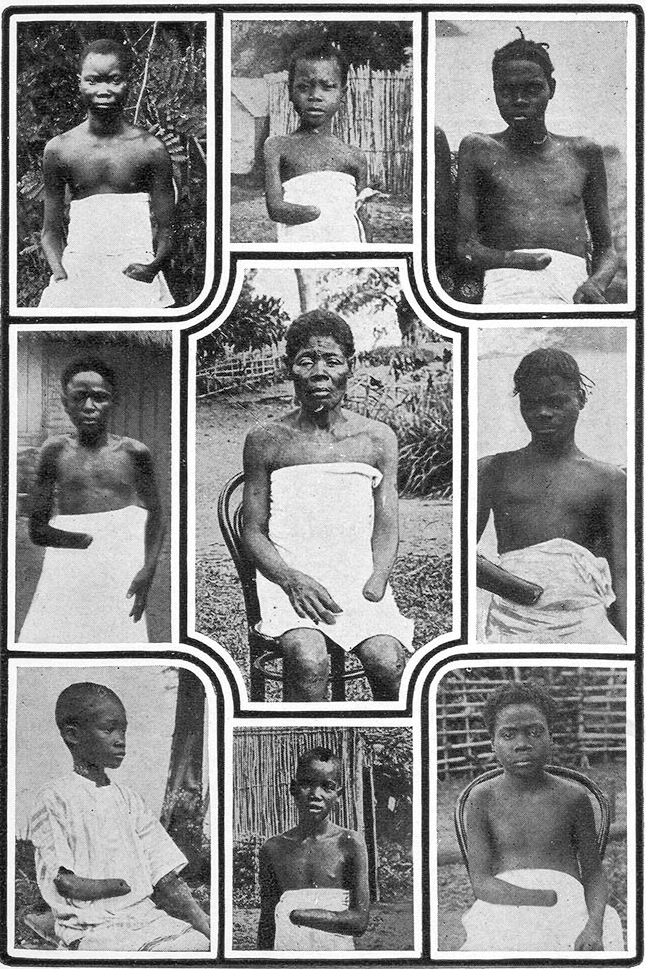
Dưới sự cai trị của Leopold, trẻ em và người lớn ở Congo không thu thập đủ cao su sẽ bị chặt tay như một hình phạt. (Từ: King Leopold's Soliloquy của Mark Twain, 1905)

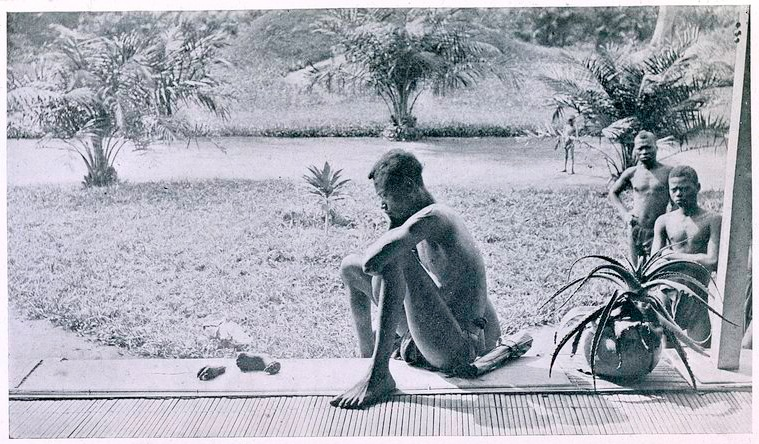
Một người đàn ông Congo, Nsala, đang nhìn vào bàn tay và bàn chân bị cắt đứt của đứa con gái 5 tuổi của mình, người đã bị giết và bị cáo buộc là ăn thịt bởi các thành viên của Force Publique vào năm 1904.

Vua Leopold đã kiếm được một khối tài sản cá nhân khổng lồ bằng cách khai thác tài nguyên thiên nhiên của Congo. Lúc đầu, ngà voi là mặc hàng được xuất khẩu chủ đạo, nhưng sản phẩm này không mang lại mức doanh thu như mong đợi. Khi nhu cầu toàn cầu về cao su bùng nổ, sự chú ý chuyển sang việc thu thập nhựa từ cây cao su cần nhiều lao động. Từ bỏ những lời hứa ở Hội nghị Berlin vào cuối những năm 1890, chính phủ Nhà nước Tự do Congo đã hạn chế sự tiếp cận của nước ngoài và bắt đầu thực hiện lao động cưỡng bức từ người bản địa. Các hành vi lạm dụng, đặc biệt là trong ngành cao su, bao gồm lao động cưỡng bức người dân bản địa, đánh đập, giết hại trên diện rộng và thường xuyên cắt xẻo tay chân khi người lao động không đạt chỉ tiêu sản xuất.  Nhà truyền giáo John Harris của Baringa đã rất sốc trước những gì ông gặp phải, đến nỗi ông đã viết thư cho trưởng đặc vụ của Leopold ở Congo, nói rằng:
Tôi vừa trở về sau chuyến hành trình vào đất liền đến làng Insongo Mboyo. Sự đau khổ tột cùng và bị bỏ rơi hoàn toàn là không thể diễn tả được. Thưa ngài, tôi rất xúc động trước câu chuyện của mọi người nên tôi đã mạo muội hứa với họ rằng trong tương lai ngài sẽ chỉ giết họ vì những tội ác mà họ phạm phải.
Ước tính số người chết dao động từ 1 triệu đến 15 triệu, vì hồ sơ chính xác không được lưu giữ. Các nhà sử học Louis và Stengers vào năm 1968 đã tuyên bố rằng các số liệu dân số khi bắt đầu kiểm soát của Leopold chỉ là "những phỏng đoán hoang đường", và những nỗ lực của E. D. Morel và những người khác nhằm xác định một con số về sự mất mát dân số "chỉ là những điều tưởng tượng".
Adam Hochschild dành một chương trong cuốn sách Bóng ma của vua Leopold xuất bản năm 1998 để giải quyết vấn đề ước tính số người chết. Ông trích dẫn một số dòng điều tra gần đây của nhà nhân chủng học Jan Vansina và những người khác, kiểm tra các nguồn địa phương (hồ sơ cảnh sát, hồ sơ tôn giáo, truyền khẩu, phả hệ, nhật ký cá nhân và "nhiều nguồn khác"), nói chung đồng ý với đánh giá về năm 1919 Ủy ban chính phủ Bỉ: khoảng một nửa dân số đã thiệt mạng trong thời kỳ tồn tại của Nhà nước Tự do Congo. Hochschild chỉ ra rằng kể từ cuộc điều tra dân số chính thức đầu tiên của chính quyền Bỉ vào năm 1924, dân số vào khoảng 10 triệu người, những cách tiếp cận khác nhau này cho thấy ước tính sơ bộ về mức giảm dân số là 10 triệu người.:225–233
Dịch bệnh đậu mùa và bệnh ngủ cũng tàn phá dân số bị xáo trộn. Đến năm 1896, bệnh sán lá gan châu Phi đã giết chết tới 5.000 người châu Phi ở làng Lukolela trên sông Congo. Số liệu thống kê về tỷ lệ tử vong được thu thập thông qua nỗ lực của lãnh sự Anh Roger Casement, chẳng hạn, người đã tìm thấy chỉ 600 người sống sót sau căn bệnh này ở Lukolela vào năm 1903.

### Những lời chỉ trích về sự quản lý ở Congo

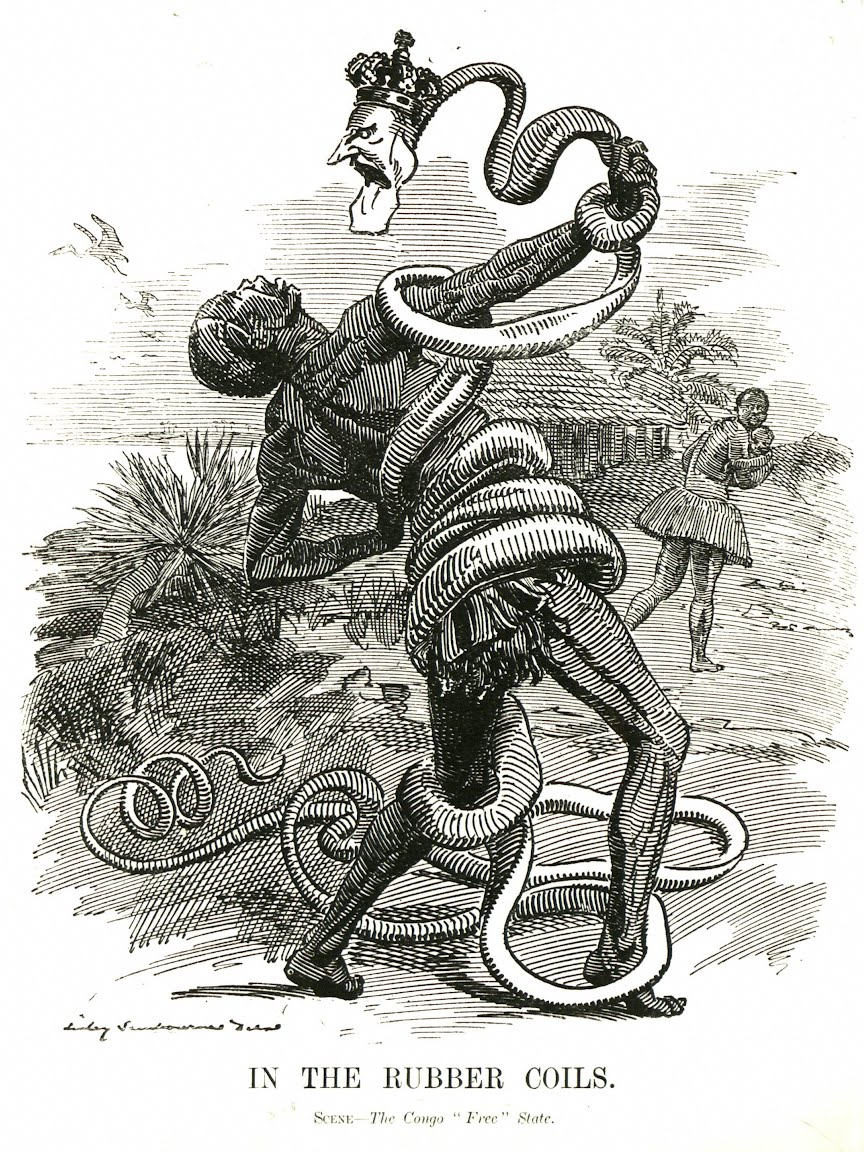
Hí họa Punch năm 1906 của Edward Linley Sambourne mô tả Leopold II như một con rắn cao su đang quấn lấy một người thu gom cao su Congo

Lấy cảm hứng từ các tác phẩm Trái tim đen tối (1902) của Joseph Conrad, ban đầu được xuất bản dưới dạng một bộ ba phần trên tạp chí Blackwood's Magazine (1899) và dựa trên kinh nghiệm của Conrad với tư cách là thuyền trưởng tàu hơi nước ở Congo 12 năm trước đó, sự chỉ trích quốc tế về quy tắc của Leopold đã tăng cao. Các báo cáo về việc khai thác quá mức và vi phạm nhân quyền lan rộng đã khiến Vương quốc Anh bổ nhiệm lãnh sự Roger Casement của họ để điều tra các điều kiện ở đó. Các chuyến đi và các cuộc phỏng vấn rộng rãi của ông trong khu vực đã dẫn đến việc ra đời Báo cáo Casement, trong đó trình bày chi tiết các vụ lạm dụng rộng rãi dưới chế độ của Leopold. Một cuộc khẩu chiến lan rộng xảy ra sau đó. Ở Anh, cựu nhân viên vận chuyển E. D. Morel với sự hỗ trợ của Casement đã thành lập Hiệp hội Cải cách Congo, phong trào nhân quyền quần chúng đầu tiên.[30] Những người ủng hộ bao gồm nhà văn Mỹ Mark Twain, người có tác phẩm châm biếm chính trị nhức nhối mang tên Độc thoại của Vua Leopold miêu tả nhà vua lập luận rằng việc đưa Cơ đốc giáo vào đất nước có ý nghĩa hơn một chút nạn đói, và sử dụng nhiều lời lẽ của chính Leopold để chống lại ông.
Nhà văn Arthur Conan Doyle cũng chỉ trích "chế độ cao su" trong tác phẩm Tội ác ở Congo năm 1908, được viết để hỗ trợ công việc của Hiệp hội Cải cách Congo. Doyle đối chiếu sự cai trị của Leopold với sự cai trị của Anh ở Thuộc địa Nigeria, lập luận rằng sự đàng hoàng đòi hỏi những người cai trị các dân tộc nguyên thủy phải quan tâm trước tiên đến sự nâng cao của họ, chứ không phải có thể khai thác được bao nhiêu từ họ. Như Hochschild mô tả trong King Leopold's Ghost, nhiều chính sách của Leopold, đặc biệt là các chính sách về độc quyền thuộc địa và lao động cưỡng bức, bị ảnh hưởng bởi cách làm của người Hà Lan ở Đông Ấn.:37  Các phương pháp lao động cưỡng bức tương tự cũng được Đức, Pháp và Bồ Đào Nha sử dụng ở một mức độ nào đó, nơi cao su tự nhiên xuất hiện ở thuộc địa của họ.:280

### Từ bỏ Congo
Sự phản đối và chỉ trích quốc tế cũng như trong nước từ Đảng Công giáo, Đảng Tự do Cấp tiến[38] và Đảng Lao động đã khiến Quốc hội Bỉ buộc nhà vua phải nhượng lại Nhà nước Tự do Congo cho Chính phủ Bỉ quản lý vào năm 1908. Thỏa thuận dẫn đến việc bàn giao này khiến Bỉ phải mất tổng số tiền là 215,5 triệu Franc. Số tiền này được sử dụng để thanh toán khoản nợ của Nhà nước Tự do Congo và thanh toán cho những người nắm giữ trái phiếu cũng như 45,5 triệu USD cho các dự án xây dựng của Leopold ở Bỉ và khoản thanh toán cá nhân 50 triệu USD cho chính nhà vua.:259  Nhà nước Tự do Congo đã được biến thành một thuộc địa của Bỉ dưới sự kiểm soát của nghị viện được gọi là Congo thuộc Bỉ. Leopold đã cố gắng hết sức để che giấu bằng chứng về hành vi sai trái trong thời gian cai trị thuộc địa riêng của mình. Toàn bộ kho lưu trữ của Nhà nước Tự do Congo đã bị đốt cháy và ông nói với phụ tá của mình rằng mặc dù Congo đã bị tước đoạt khỏi tay ông, "họ không có quyền biết những gì tôi đã làm ở đó".:294  Congo được trao độc lập vào năm 1960.

## Cái chết và di sản

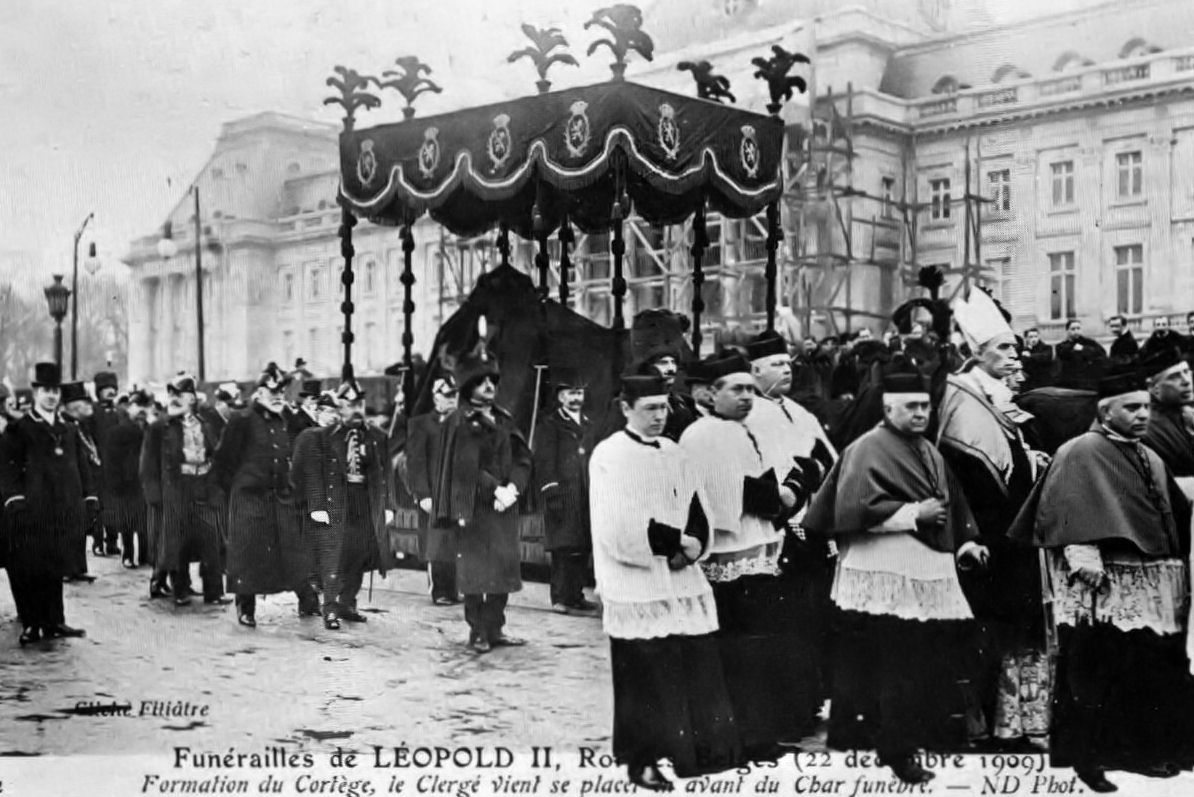
Đám tang của Leopold II đi qua Cung điện Hoàng gia Brussels, ngày 22 tháng 12 năm 1909

Vào ngày 17 tháng 12 năm 1909, Leopold II qua đời tại Laeken, và vương miện Bỉ được trao cho Albert I, con trai của em trai Leopold, Philippe, Bá tước xứ Flandre. Đám tang của ông đã bị đám đông la ó để bày tỏ sự không tán thành quá trình cai trị của ông đối với Congo. Triều đại kéo dài 44 năm của Leopold vẫn là triều đại dài nhất trong lịch sử Bỉ. Ông được an táng trong hầm mộ hoàng gia tại Nhà thờ Đức Mẹ Laeken.
Sự chú ý đến các hành động tàn bạo của Leopold tại Congo đã giảm bớt trong những năm sau cái chết của Leopold. Tượng của ông được dựng lên vào những năm 1930 theo sáng kiến của Albert I, trong khi chính phủ Bỉ tổ chức lễ kỷ niệm những thành tựu của ông ở Bỉ. Cuộc tranh luận về di sản của Leopold lại được khơi lại vào năm 1999 với việc nhà sử học người Mỹ Adam Hochschild xuất bản cuốn sách Bóng ma của Vua Leopold, kể lại kế hoạch của Leopold để giành lấy thuộc địa, sự bóc lột và số người chết lớn. Cuộc tranh luận sau đó lại nổi lên định kỳ trong 20 năm sau đó.
Năm 2010, Louis Michel, một thành viên Bỉ của Nghị viện Châu Âu và cựu ngoại trưởng Bỉ, đã gọi Leopold II là một "anh hùng có tầm nhìn". Theo Michel, "Việc sử dụng từ diệt chủng liên quan đến Congo là hoàn toàn không thể chấp nhận được và không phù hợp. ... có thể quá trình thuộc địa hóa là độc đoán và giành được nhiều quyền lực hơn, nhưng tại một thời điểm nhất định, nó đã mang lại nền văn minh." Nhận định của Michel đã bị một số chính trị gia Bỉ phản bác. Thượng nghị sĩ Pol Van Den Driessche trả lời: "[A] có tầm nhìn xa trông rộng? Hoàn toàn không. Những gì xảy ra sau đó thật đáng xấu hổ. Nếu chúng ta đánh giá ông ấy theo các tiêu chuẩn của thế kỷ XXI, có khả năng Leopold sẽ bị đưa ra trước Tòa án Hình sự Quốc tế ở The Hague."
Vào tháng 6 năm 2020, một cuộc biểu tình Black Lives Matter ở Brussels phản đối vụ sát hại George Floyd, khiến di sản của Leopold II một lần nữa trở thành chủ đề tranh luận. Các nghị sĩ đã đồng ý thành lập một ủy ban Quốc hội để xem xét quá khứ thuộc địa của Bỉ, một bước đi được ví như Ủy ban Sự thật và Hòa giải được thành lập ở Nam Phi sau khi chế độ phân biệt chủng tộc bị bãi bỏ. Vào ngày 30 tháng 6, kỷ niệm 60 năm ngày độc lập của Cộng hòa Dân chủ Congo, Vua Philippe đã đưa ra một tuyên bố bày tỏ "sự hối tiếc sâu sắc nhất" của ông đối với những vết thương của quá khứ thuộc địa và "những hành động bạo lực và tàn ác đã gây ra" ở Congo trong thời kỳ thuộc địa. nhưng không đề cập rõ ràng đến vai trò của cựu vương Leopold trong các hành động tàn bạo. Một số nhà hoạt động cáo buộc ông không đưa ra lời xin lỗi đầy đủ.

### Tượng đài

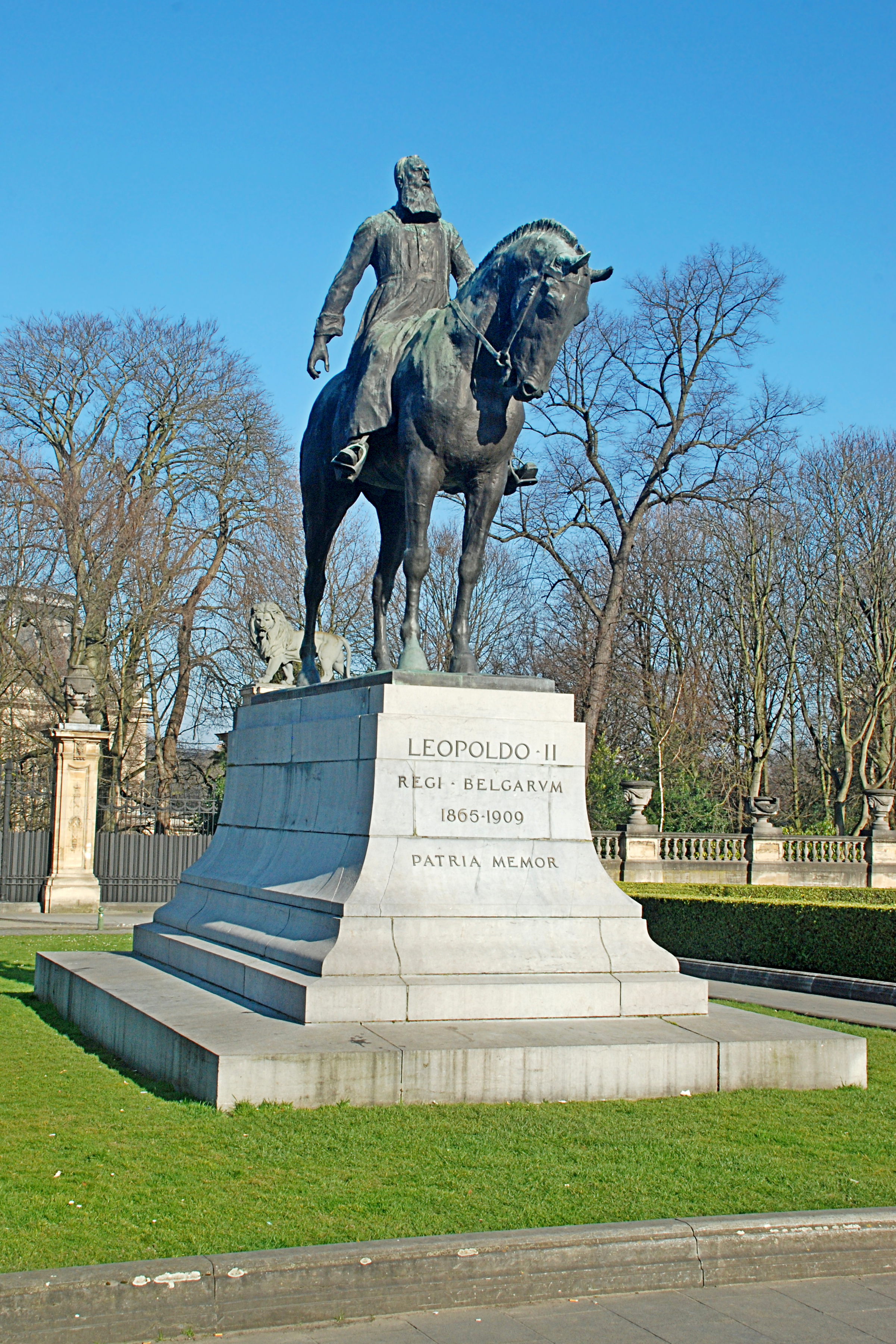
Tượng cưỡi ngựa của Leopold II, Place du Trône/Troonplein, Brussels

Leopold II vẫn là một nhân vật gây tranh cãi ở Cộng hòa Dân chủ Congo. Tại thủ đô Kinshasa (được gọi là Leopoldville cho đến năm 1966 để vinh danh ông), bức tượng của ông đã bị dỡ bỏ sau khi độc lập. Bộ trưởng văn hóa Congo Christophe Muzungu đã quyết định phục hồi bức tượng vào năm 2005. Ông lưu ý rằng sự khởi đầu của Nhà nước Tự do Congo là thời điểm đạt được một số tiến bộ về kinh tế và xã hội. Ông lập luận rằng mọi người nên nhận ra một số khía cạnh tích cực cũng như tiêu cực của nhà vua, nhưng vài giờ sau khi bức tượng cao 6 mét (20 ft) được lắp đặt gần nhà ga trung tâm của Kinshasa, nó đã chính thức bị dỡ bỏ.
Một số bức tượng đã được dựng lên để tôn vinh di sản của Leopold II ở Bỉ. Theo Giáo sư Lịch sử Thuộc địa Idesbald Goddeeris của Đại học Leuven (2018), hầu hết các bức tượng đều có niên đại từ thời kỳ giữa hai cuộc chiến tranh thế giới, thời kỳ đỉnh cao của hoạt động tuyên truyền yêu nước thuộc địa. Các di tích được cho là giúp loại bỏ vụ bê bối sau chấn động quốc tế về sự tàn bạo ở Nhà nước Tự do Congo dưới thời Leopold II cai trị, và nâng cao sự nhiệt tình của người dân đối với thuộc địa ở Congo thuộc Bỉ.
Chế độ gây tranh cãi của Leopold ở Nhà nước Tự do Congo đã thúc đẩy các đề xuất dỡ bỏ những bức tượng này. Trong các cuộc biểu tình quốc tế George Floyd chống phân biệt chủng tộc (tháng 5 đến tháng 7 năm 2020), một số bức tượng của Leopold II đã bị phá hoại và các kiến nghị kêu gọi dỡ bỏ một số hoặc tất cả các bức tượng đã được hàng chục nghìn người Bỉ ký tên. Những kiến nghị khác, được ký bởi hàng trăm người, kêu gọi giữ lại các bức tượng.
Vào đầu tháng 6 năm 2020, đa số trong Nghị viện Brussels đã yêu cầu thành lập một ủy ban để 'phi thực dân hóa khu vực công' ở Vùng thủ đô Brussels. Từ ngày 9 tháng 6 năm 2020 trở đi, các nhà chức trách ở Bỉ đã nhượng bộ trước áp lực của dư luận và bắt đầu dỡ bỏ một số bức tượng của Leopold, bắt đầu bằng những bức tượng ở Ekeren thuộc đô thị Antwerp và ở Khoa Kinh tế và Quản lý Warocqué của Đại học Mons vào ngày hôm đó.

## Gia đình

Leopold và Vương hậu Marie Henriette

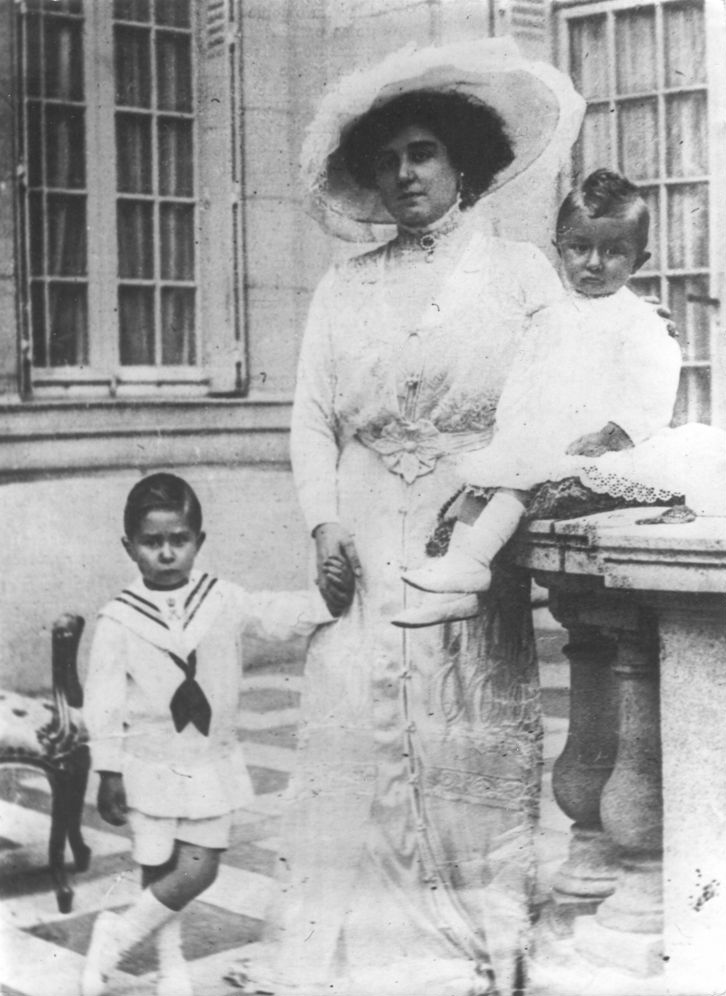
Caroline Lacroix và 2 người con, Lucien, Công tước xứ Tervuren và Philippe,Bá tước xứ Ravenstein.

Em gái của Leopold là Công chúa Charlotte kết hôn với Thân vương Maximilian của Áo, sau ông này được đưa lên ngai vàng Đế chế Mexico nên bà trở thành Hoàng hậu của đế chế này. Những người anh em họ đầu tiên của Leopold bao gồm cả Nữ vương Victoria của Vương quốc Anh và chồng bà là Vương tế Albrecht, cũng như Vua Fernando II của Bồ Đào Nha.
Ông có bốn người con với Vương hậu Marie Henriette, trong đó hai người con út có hậu duệ còn sống tính đến năm 2018:
- Vương nữ Louise của Bỉ, sinh ra ở Brussels vào ngày 18 tháng 2 năm 1858 và qua đời tại Wiesbaden vào ngày 1 tháng 3 năm 1924. Bà kết hôn với Thân vương Philipp xứ Sachsen-Coburg và Gotha vào ngày 4 tháng 2 năm 1875, họ có hai con và ly hôn vào ngày 15 tháng 1 năm 1906.
- Vương tử Leopold, Bá tước xứ Hainaut (với tư cách là con trai cả của người thừa kế ngai vàng Bỉ), sau này là Công tước xứ Brabant (với tư cách là người thừa kế rõ ràng), sinh tại Laeken vào ngày 12 tháng 6 năm 1859 và qua đời tại Laeken vào ngày 22 tháng 1 năm 1869, vì bệnh viêm phổi, sau khi rơi xuống ao.
- Vương nữ Stéphanie của Bỉ, sinh ra tại Laeken vào ngày 21 tháng 5 năm 1864 và qua đời tại Tu viện Pannonhalma ở Győr-Moson-Sopron, Hungary, vào ngày 23 tháng 8 năm 1945. Bà kết hôn với Thái tử Rudolf của Áo, người thừa kế rõ ràng của ngai vàng của Đế chế Áo-Hungary. Năm 1889, ông qua đời trong một vụ tự sát với tình nhân của mình, Nữ Nam tước Mary Vetsera, tại nhà nghỉ săn bắn Mayerling.[58] Người chồng thứ hai của Stéphanie là Elemér Edmund Graf Lónyay de Nagy-Lónya et Vásáros-Namény (được tao tước vị Thân vương Lónyay de Nagy-Lónya et Vásáros-Namény vào năm 1917).
- Vương nữ Clémentine của Bỉ, sinh tại Laeken vào ngày 30 tháng 7 năm 1872 và qua đời tại Nice vào ngày 8 tháng 3 năm 1955. Bà kết hôn với Thân vương Napoléon Victor Jérôme Frédéric Bonaparte (1862–1926), người đứng đầu Nhà Bonaparte. Người đứng đầu Hoàng gia hiện tại, Jean-Christophe, Thân vương Napoléon là hậu duệ trực tiếp của Vua Leopold II.

Leopold cũng có hai con trai với người tình Caroline Lacroix. Chúng được người chồng thứ hai của Lacroix, Antoine Durrieux, nhận nuôi vào năm 1910. Leopold trao cho họ những tước hiệu lịch sự mang tính danh dự, vì Quốc hội Bỉ sẽ không ủng hộ bất kỳ đạo luật hay sắc lệnh chính thức nào dành cho những người con ngoài giá thú của quốc vương:
- Lucien Philippe Marie Antoine (9 tháng 2 năm 1906 – 15 tháng 11 năm 1984)[59]
- Philippe Henri Marie François (16 tháng 10 năm 1907 – 21 tháng 8 năm 1914)[59]

## Phả hệ
| \| \| \| \| \| \| \| \| \| \| \| 8. Ernst Friedrich Sachsen-Coburg-Saalfeld \| \| \| \| \| \| \| \| \| \| \| \| \| \| \| \| \| \| \| \| \| \| \| \| \| \| \| \| \| \| \| \| \| \| \| \| \| \| \| \| \| \| \| \| \| \| \| \| \| \| \| 4. Franz xứ Sachsen-Coburg-Saalfeld \| \| \| \| \| \| \| \| \| \| \| \| \| \| \| \| \| \| \| \| \| \| \| \| \| \| \| \| \| \| \| \| \| \| \| \| \| \| \| \| \| \| \| \| \| \| \| \| \| \| \| \| \| \| \| \| \| \| \| \| 9. Sophie Antoinette xứ Braunschweig-Wolfenbüttel \| \| \| \| \| \| \| \| \| \| \| \| \| \| \| \| \| \| \| \| \| \| \| \| \| \| \| \| \| \| \| \| \| \| \| \| \| \| \| \| \| \| \| \| \| \| \| \| \| \| \| \| \| \| \| \| \| \| \| \| 2. Léopold I của Bỉ \| \| \| \| \| \| \| \| \| \| \| \| \| \| \| \| \| \| \| \| \| \| \| \| \| \| \| \| \| \| \| \| \| \| \| \| \| \| \| \| \| \| \| \| \| \| \| \| \| \| \| \| \| \| \| \| \| \| \| \| 10. Heinrich XXIV, Bá tước Reuss xứ Ebersdorf \| \| \| \| \| \| \| \| \| \| \| \| \| \| \| \| \| \| \| \| \| \| \| \| \| \| \| \| \| \| \| \| \| \| \| \| \| \| \| \| \| \| \| \| \| \| \| \| \| \| \| \| \| \| \| \| \| \| \| \| 5. Augusta Reuss xứ Ebersdorf \| \| \| \| \| \| \| \| \| \| \| \| \| \| \| \| \| \| \| \| \| \| \| \| \| \| \| \| \| \| \| \| \| \| \| \| \| \| \| \| \| \| \| \| \| \| \| \| \| \| \| \| \| \| \| \| \| \| \| \| 11. Karoline Ernestine xứ Erbach-Schönberg \| \| \| \| \| \| \| \| \| \| \| \| \| \| \| \| \| \| \| \| \| \| \| \| \| \| \| \| \| \| \| \| \| \| \| \| \| \| \| \| \| \| \| \| \| \| \| \| \| \| \| \| \| \| \| \| \| \| \| \| 1. Léopold II của Bỉ \| \| \| \| \| \| \| \| \| \| \| \| \| \| \| \| \| \| \| \| \| \| \| \| \| \| \| \| \| \| \| \| \| \| \| \| \| \| \| \| \| \| \| \| \| \| \| \| \| \| \| \| \| \| \| \| \| \| \| \| 12. Louis Philippe II xứ Orléans \| \| \| \| \| \| \| \| \| \| \| \| \| \| \| \| \| \| \| \| \| \| \| \| \| \| \| \| \| \| \| \| \| \| \| \| \| \| \| \| \| \| \| \| \| \| \| \| \| \| \| \| \| \| \| \| \| \| \| \| 6. Louis-Philippe I của Pháp \| \| \| \| \| \| \| \| \| \| \| \| \| \| \| \| \| \| \| \| \| \| \| \| \| \| \| \| \| \| \| \| \| \| \| \| \| \| \| \| \| \| \| \| \| \| \| \| \| \| \| \| \| \| \| \| \| \| \| \| 13. Louise Marie Adélaïde de Bourbon \| \| \| \| \| \| \| \| \| \| \| \| \| \| \| \| \| \| \| \| \| \| \| \| \| \| \| \| \| \| \| \| \| \| \| \| \| \| \| \| \| \| \| \| \| \| \| \| \| \| \| \| \| \| \| \| \| \| \| \| 3. Louise Marie của Pháp \| \| \| \| \| \| \| \| \| \| \| \| \| \| \| \| \| \| \| \| \| \| \| \| \| \| \| \| \| \| \| \| \| \| \| \| \| \| \| \| \| \| \| \| \| \| \| \| \| \| \| \| \| \| \| \| \| \| \| \| 14. Ferdinando I của Hai Sicilie \| \| \| \| \| \| \| \| \| \| \| \| \| \| \| \| \| \| \| \| \| \| \| \| \| \| \| \| \| \| \| \| \| \| \| \| \| \| \| \| \| \| \| \| \| \| \| \| \| \| \| \| \| \| \| \| \| \| \| \| 7. Maria Amalia của Napoli và Sicilia \| \| \| \| \| \| \| \| \| \| \| \| \| \| \| \| \| \| \| \| \| \| \| \| \| \| \| \| \| \| \| \| \| \| \| \| \| \| \| \| \| \| \| \| \| \| \| \| \| \| \| \| \| \| \| \| \| \| \| \| 15. Maria Karolina của Áo \| \| \| \| \| \| \| \| \| \| \| \| \| \| \| \| \| \| \| \| \| \| \| \| \| \| \| \| \| \| \| \| \| \| \| \| \| \| \| \| \| \| \| |                                                   |  |  |  |  |  |  |  |  |                                            |  |  |  |
| |                                                   |  |  |  |  |  |  |  |  | 8. Ernst Friedrich Sachsen-Coburg-Saalfeld |  |  |  |
| |                                                   |  |  |  |  |  |  |  |  |                                            |  |  |  |
| |                                                   |  |  |  |  |  |  |  |  |                                            |  |  |  |
| |                                                   |  |  |  |  |  |  |  |  |                                            |  |  |  |
| | 4. Franz xứ Sachsen-Coburg-Saalfeld               |  |  |  |  |  |  |  |  |                                            |  |  |  |
| |                                                   |  |  |  |  |  |  |  |  |                                            |  |  |  |
| |                                                   |  |  |  |  |  |  |  |  |                                            |  |  |  |
| |                                                   |  |  |  |  |  |  |  |  |                                            |  |  |  |
| | 9. Sophie Antoinette xứ Braunschweig-Wolfenbüttel |  |  |  |  |  |  |  |  |                                            |  |  |  |
| |                                                   |  |  |  |  |  |  |  |  |                                            |  |  |  |
| |                                                   |  |  |  |  |  |  |  |  |                                            |  |  |  |
| |                                                   |  |  |  |  |  |  |  |  |                                            |  |  |  |
| | 2. Léopold I của Bỉ                               |  |  |  |  |  |  |  |  |                                            |  |  |  |
| |                                                   |  |  |  |  |  |  |  |  |                                            |  |  |  |
| |                                                   |  |  |  |  |  |  |  |  |                                            |  |  |  |
| |                                                   |  |  |  |  |  |  |  |  |                                            |  |  |  |
| | 10. Heinrich XXIV, Bá tước Reuss xứ Ebersdorf     |  |  |  |  |  |  |  |  |                                            |  |  |  |
| |                                                   |  |  |  |  |  |  |  |  |                                            |  |  |  |
| |                                                   |  |  |  |  |  |  |  |  |                                            |  |  |  |
| |                                                   |  |  |  |  |  |  |  |  |                                            |  |  |  |
| | 5. Augusta Reuss xứ Ebersdorf                     |  |  |  |  |  |  |  |  |                                            |  |  |  |
| |                                                   |  |  |  |  |  |  |  |  |                                            |  |  |  |
| |                                                   |  |  |  |  |  |  |  |  |                                            |  |  |  |
| |                                                   |  |  |  |  |  |  |  |  |                                            |  |  |  |
| | 11. Karoline Ernestine xứ Erbach-Schönberg        |  |  |  |  |  |  |  |  |                                            |  |  |  |
| |                                                   |  |  |  |  |  |  |  |  |                                            |  |  |  |
| |                                                   |  |  |  |  |  |  |  |  |                                            |  |  |  |
| |                                                   |  |  |  |  |  |  |  |  |                                            |  |  |  |
| | 1. Léopold II của Bỉ                              |  |  |  |  |  |  |  |  |                                            |  |  |  |
| |                                                   |  |  |  |  |  |  |  |  |                                            |  |  |  |
| |                                                   |  |  |  |  |  |  |  |  |                                            |  |  |  |
| |                                                   |  |  |  |  |  |  |  |  |                                            |  |  |  |
| | 12. Louis Philippe II xứ Orléans                  |  |  |  |  |  |  |  |  |                                            |  |  |  |
| |                                                   |  |  |  |  |  |  |  |  |                                            |  |  |  |
| |                                                   |  |  |  |  |  |  |  |  |                                            |  |  |  |
| |                                                   |  |  |  |  |  |  |  |  |                                            |  |  |  |
| | 6. Louis-Philippe I của Pháp                      |  |  |  |  |  |  |  |  |                                            |  |  |  |
| |                                                   |  |  |  |  |  |  |  |  |                                            |  |  |  |
| |                                                   |  |  |  |  |  |  |  |  |                                            |  |  |  |
| |                                                   |  |  |  |  |  |  |  |  |                                            |  |  |  |
| | 13. Louise Marie Adélaïde de Bourbon              |  |  |  |  |  |  |  |  |                                            |  |  |  |
| |                                                   |  |  |  |  |  |  |  |  |                                            |  |  |  |
| |                                                   |  |  |  |  |  |  |  |  |                                            |  |  |  |
| |                                                   |  |  |  |  |  |  |  |  |                                            |  |  |  |
| | 3. Louise Marie của Pháp                          |  |  |  |  |  |  |  |  |                                            |  |  |  |
| |                                                   |  |  |  |  |  |  |  |  |                                            |  |  |  |
| |                                                   |  |  |  |  |  |  |  |  |                                            |  |  |  |
| |                                                   |  |  |  |  |  |  |  |  |                                            |  |  |  |
| | 14. Ferdinando I của Hai Sicilie                  |  |  |  |  |  |  |  |  |                                            |  |  |  |
| |                                                   |  |  |  |  |  |  |  |  |                                            |  |  |  |
| |                                                   |  |  |  |  |  |  |  |  |                                            |  |  |  |
| |                                                   |  |  |  |  |  |  |  |  |                                            |  |  |  |
| | 7. Maria Amalia của Napoli và Sicilia             |  |  |  |  |  |  |  |  |                                            |  |  |  |
| |                                                   |  |  |  |  |  |  |  |  |                                            |  |  |  |
| |                                                   |  |  |  |  |  |  |  |  |                                            |  |  |  |
| |                                                   |  |  |  |  |  |  |  |  |                                            |  |  |  |
| | 15. Maria Karolina của Áo                         |  |  |  |  |  |  |  |  |                                            |  |  |  |
| |                                                   |  |  |  |  |  |  |  |  |                                            |  |  |  |
| |                                                   |  |  |  |  |  |  |  |  |                                            |  |  |  |

## Những câu chuyện ngoài lề

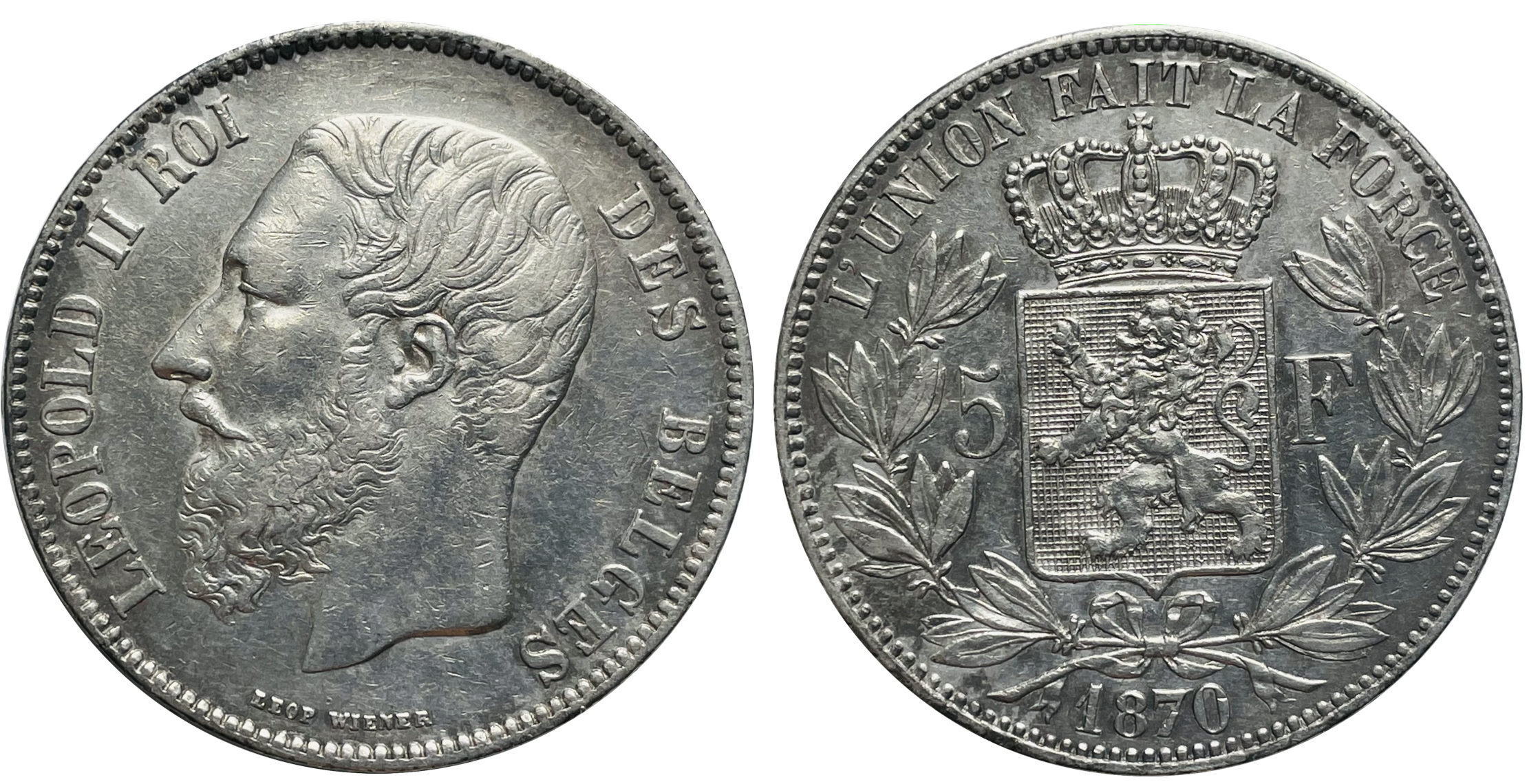
Những xu bạc cứu sống ông nội của Vincent trong Thế chiến thứ nhất là những đồng xu bạc mệnh giá 5fr, với mặt trước là chân dung của Vua Leopold II của Bỉ

Một người đàn ông tên là Vincent Buyssens sống ở Antwerp, Vương quốc Bỉ đã chia sẻ một câu chuyện kỳ lạ về ông nội của mình trong Thế chiến thứ nhất trên trang Reddit liên quan đến những đồng xu bạc được đúc dưới thời trị vì của vua Leopold II. Anh ấy kể rằng, vào những ngày đầu của cuộc chiến, ông nội của anh ta đi cùng với một đồng đội trong một cuộc tuần tra, vì trong túi áo có mang theo 6 đồng xu bạc mệnh gia 5fr nên đã tạo ra tiếng động, khiến thu hút lính Đức. Một phát đạn đã được bắn ra găm vào ngực của ông nội Vincent, nhưng nhờ vào 6 đồng xu bạc nên đã cứu sống ông ấy.